# Ljubija (Słowenia)
Ljubija – wieś w Słowenii, w gminie Mozirje. W 2018 roku liczyła 534 mieszkańców.